# عبد الواحد زكي راضي
الشيخ عبد الواحد زكي راضي (يوليو 1936 - 9 ديسمبر 2016) قارئ قرآن مصري ويعد أحد أعلام هذا المجال البارزين، من مواليد قرية شبرامنت، مركز أبو النمرس، محافظة الجيزة.

## مولده ونشأته
وُلد الشيخ عبد الواحد زكي راضي فِي الأول من يوليو لعام 1936، بقرية شبرامنت - مركز ومدينة أبو النمرس - بمحافظة الجيزة، وأتمّ حِفظ القرآن الكريم كاملاً وهو في سن التاسعة من عمره في كُتَّـاب القرية على يد الشيخ سيد مصطفى ليمون والشيخ عبد الحميد غالي والشيخ محمد سَعَيِّد.

## التحاقه بالإذاعة
كان يقرأ القرآن الكريم في السهرات الدينية وفي حضور بعض من أعضاء لجنة اختبار القراء بالإذاعة وفي حضور رئيس الإذاعة المصرية / محمود حسن إسماعيل الذي طلب منه التقدم للاختبار والمثول أمام اللجنة بعد أن أعجب بآدائه، وبالفعل تقدم للاختبار وأختبر أمام اللجنة التي من أعضائها : الشيخ محمد مرسي عامر، والشيخ سعيد السحار، والشيخ رزق خليل حبة، والشيخ إبراهيم عطوة، والأستاذ أحمد صدقي، والأستاذ محمود كامل.
اعتمد قارئاً للقرآن الكريم في الإذاعة المصرية في 1975/3/4 م.. وقد كان عمره 45 عامًا، ومن وقت هذا التاريخ وحتى رحيله كان يشارك في الإذاعات الخارجية على الهواء ( تلاوة قرآن الفجر – تلاوة قرآن الجمعة – تلاوة احتفالات الإذاعة بالمناسبات الدينية )، إلى جانب الأمسيات الدينية المسجلة والتي كان آخرها في الجمعة 2016/10/14 في مسجد المستشفى بمسقط رأسه قرية شبرامنت - مركز أبوالنمرس - بمحافظة الجيزة، وهُو نفس المسجد الذي شيعت منه جنازته المهيبة لـِ يتم دفنه بمقابر الأسرة بشبرامنت.

## رحلاته إلى الخارج
سافر إلى العديد والعديد من الدول العربية والإسلامية لإحياء أيام وليالي شهر رمضان المبارك.. حاملاً لكتاب الله تعالى لينشره في: أمريكا الشمالية، وكينيا، و ساحل العاج، و أستراليا، و هولندا، و البرازيل، و إيطاليا، والإمارات العربية المتحدة، وغيرها من دول العالم المختلفة.

## المصحف المرتل
في عام 1989 م سجل المصحف المرتل المشترك لإذاعة وتليفزيون أبوظبي بدولة الإمارات العربية المتحدة بالاشتراك مع الشيخ راغب مصطفى غلوش. وكان هذا المصحف الأول الذي يتم تسجيله للإذاعة وللتليفزيون في آن واحد.

## المساجد التي عُين فِيها
عُيِّنَ قارئاً للسورة بمسجد الصَّباح بحي الهرم بالجيزة في عام 1975م، ثم انتقل قارئاً للسورة بمسجد حسن باشا طاهر بحي السيدة زينب  بالقاهرة في عام 1977م، ثم انتقل قارئاً للسورة بمسجد المغفرة بحي العجوزة بالجيزة وهو أول قارئ للسورة يُعَيَّن بهذا المسجد بعد إنشائه في عام 1979م، ثم انتقل لقراءة السورة بمسجد صلاح الدين بحي المنيل بالقاهرة منذ 1987 وحتى وفاته.

## تراثه الإذاعي
ترك للمكتبة الإذاعية العديد والعديد من التسجيلات بستديوهات الإذاعة، والحفلات الخارجية، والإذاعات الخارجية، والأمسيات الدينية.. ومِن تسجيلات الشيخ عبد الواحد زكي راضي، إليكم آخر تلاوة قرأها قبل بوفاته بشهرين، وكانت بنفس المسجد الذي شُيّعت مِنه جنازته، وهو فيديو لما تيسر من سورة الأحزاب.. للمشاهدة اضغط هنا.

## وفاته
في الساعات الأولى من صباح يوم الجمعة 10 ربيع الأول 1438 هـ الموافق 9 ديسمبر 2016م تُوفي عن عمر يناهز 80 عاماً قضاها فِي رحاب القرآن الكريم.